# Maruša Štangar
Maruša Štangar, née le 31 janvier 1998 à Ljubljana, est une judokate slovène.

## Palmarès international en judo
| Jeux européens                 | Jeux européens | Jeux européens   |
| Année                          | Médaille       | Catégorie        |
| ------------------------------ | -------------- | ---------------- |
| 2019                           | bronze         | –48 kg           |
| Championnats d’Europe          |                |                  |
| Année                          | Médaille       | Catégorie        |
| 2019                           | bronze         | –48 kg           |
| Jeux méditerranéens            |                |                  |
| Année                          | Médaille       | Catégorie        |
| 2018                           | bronze         | –48 kg           |
| Jeux olympiques de la jeunesse |                |                  |
| Année                          | Médaille       | Catégorie        |
| 2014                           | bronze         | –52 kg           |
| 2014                           | bronze         | par équipe mixte |